# Phanaeus demon

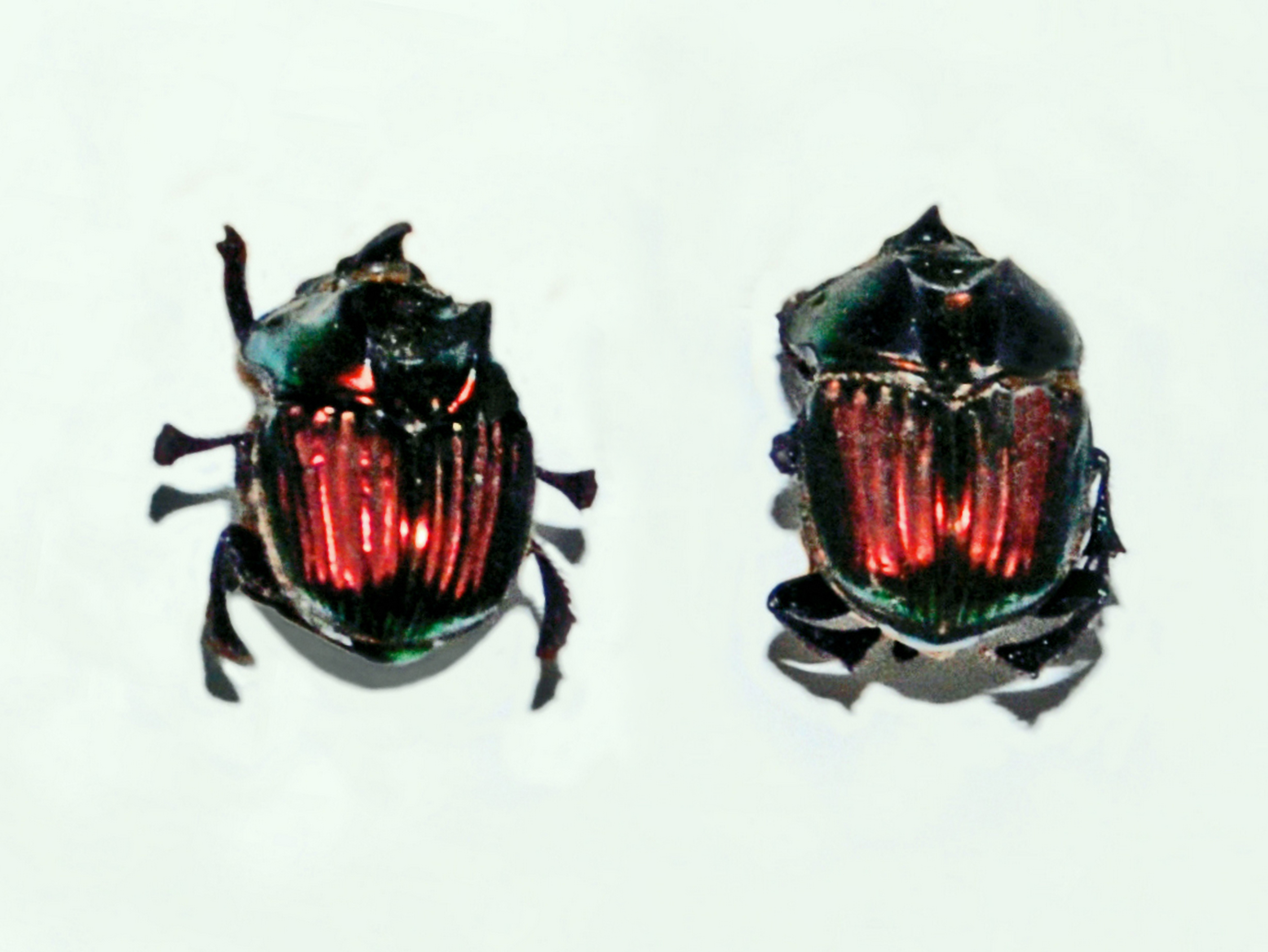

Phanaeus demon (лат.) — вид навозных жуков рода Phanaeus из семейства Scarabaeidae (триба Phanaeini). Мексика и Центральная Америка.

## Описание
Длина тела от 1 до 2 см. Очень изменчивый вид. У этих жуков на голове длинный рог, загнутый к кончику, на переднеспинке разнообразные наросты. Самки мельче самцов. Спинная сторона сильно блестит. Цвет весьма изменчив, обычно ярко-зеленый с жёлтыми отблесками, золотисто-зелёный или блестящий медно-красный с зелёными отблесками. Надкрылья с тонкими бороздками, часто мелко пунктированными. Копрофаги, взрослые особи проделывают туннели в почве, которые заполняют кусочками обнаруженного навоза, где откладывают яйца, и там развиваются личинки. Вид был впервые описан в 1840 году французским энтомологом Франсуа де Комон де Лапорт Кастельно.

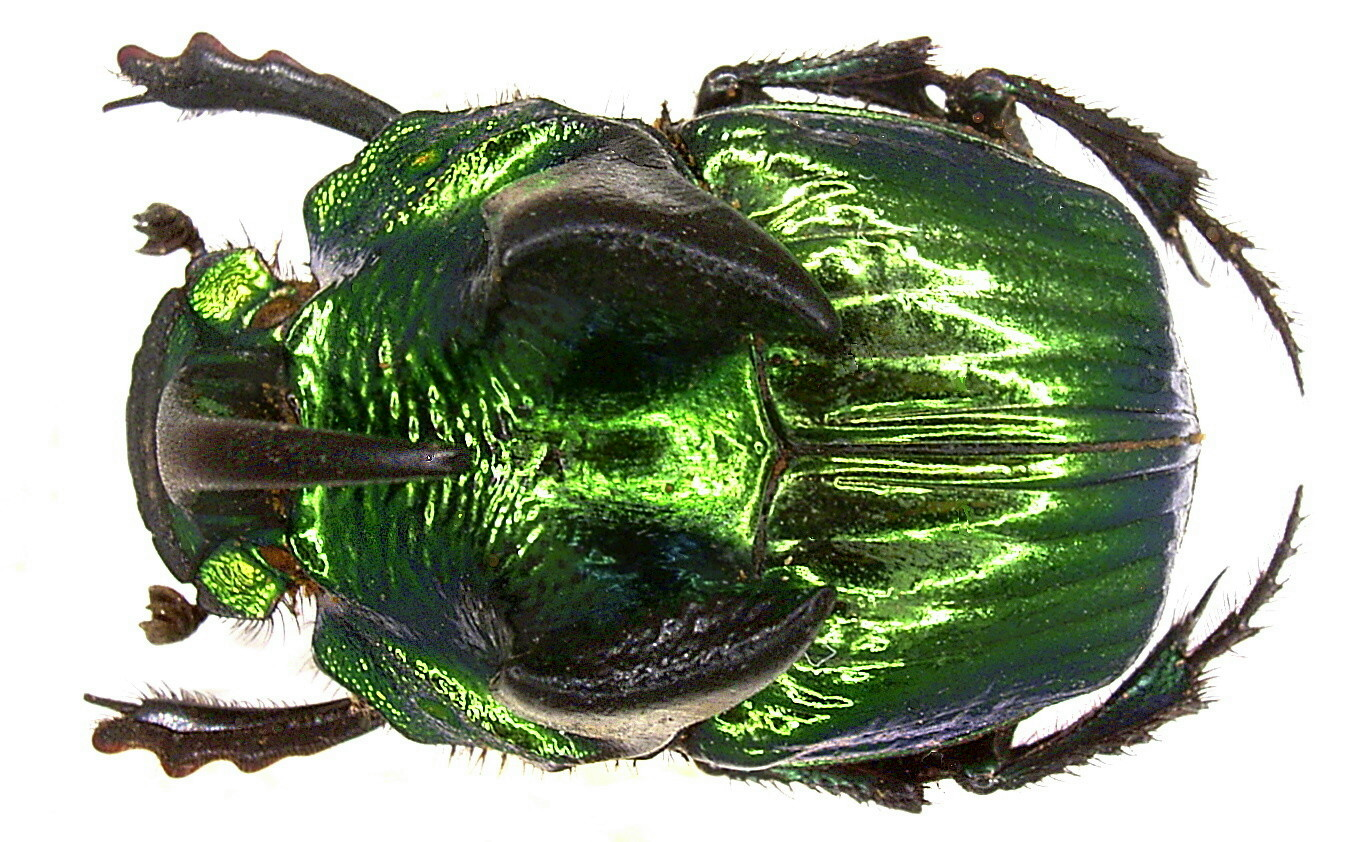
Самец